# Jelena Gniesina

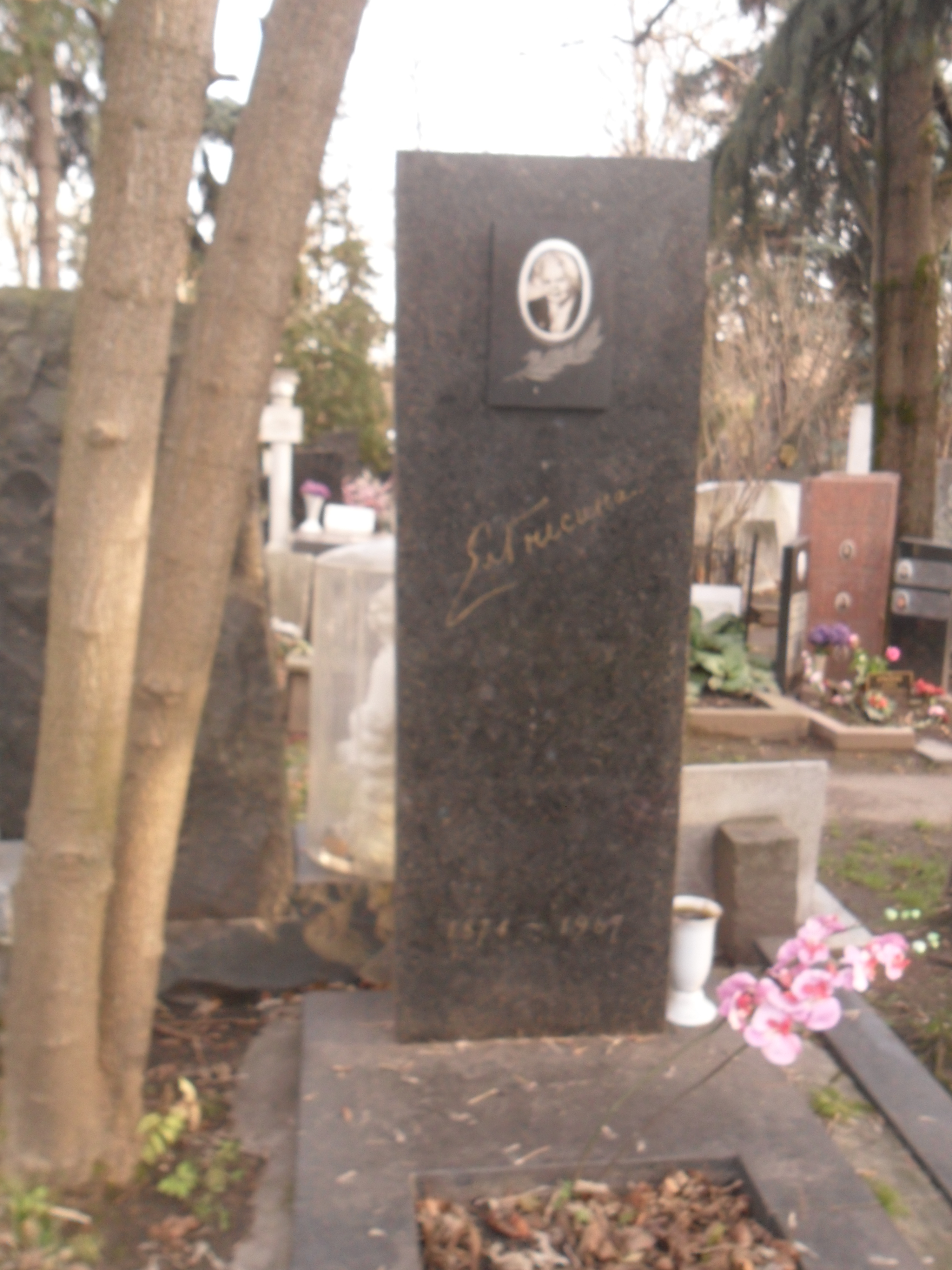
Grób Jeleny Gniesinej na Cmentarzu Nowodziewiczym w Moskwie.

Jelena Fabianowna Gniesina (ros. Елена Фабиановна Гнесина, ur. 30 maja 1874 w Rostowie nad Donem, zm. 4 czerwca 1967 w Moskwie) – rosyjska pianistka i pedagog muzyczny.
Była córką rabina Fabiana i śpiewaczki Belli. W 1893 ukończyła Konserwatorium Moskiewskie. W 1895 wraz z siostrami Jewgieniją i Mariją założyła w Moskwie szkołę muzyczną, którą w 1944 przemianowano na Instytut Muzyczno-Pedagogiczny im. Gniesinych. W czasach ZSRR była dyrektorką szkoły muzycznej, przemianowanej później na Rosyjską Akademię Muzyki im. Gniesinych. Została pochowana na Cmentarzu Nowodziewiczym. Jej bratem był kompozytor i pedagog Michaił Gniesin.